# Пре-Сен-Дидье
Пре-Сен-Дидье (фр. Pré-Saint-Didier) — коммуна в Италии, располагается в автономном регионе Валле-д’Аоста.
Население составляет 959 человек (2008 г.), плотность населения составляет 28 чел./км². Занимает площадь 34 км². Почтовый индекс — 11010. Телефонный код — 0165.
Покровителем коммуны почитается святой Лаврентий, празднование 10 августа.

## Термальный комплекс
Город известен достаточно большим термальным и банным комплексом, который привлекает туристов со всей Аостской долины и из других близлежащих регионов.

## Демография
Динамика населения:

## Галерея
- Авеню дю Монблан (Avenue du Mont-Blanc)
- Термальный комплекс
- Мостик над пропастью Verney